# Carlos Gutiérrez de los Ríos
Carlos José Francisco de Paula Gutiérrez de los Ríos y Sarmiento de Sotomayor (Lisboa, 3 de enero de 1779-París, 27 de noviembre de 1822), VII conde de Fernán Núñez y I duque de Fernán Núñez, grande de España, VI marqués de Castel-Moncayo, X marqués de la Alameda, XI conde de Barajas, IV conde de Villanueva de las Achas y XIX señor de la Higuera de Vargas, fue un diplomático español.

## Biografía
Hijo de Carlos José Gutiérrez de los Ríos y Rohan-Chabot, VI conde de Fernán Núñez grande de España de primera clase, XVIII señor consorte de las villas de Burguillos, la Higuera de Vargas, Valverde y las Atalayas, XV señor consorte de San Fagundo, X señor consorte de la Pulgosa y Cofrentes, señor consorte de Espadero, señor de Abencalez y la Morena, y de su esposa María de la Esclavitud  Sarmiento de Sotomayor y Saavedra, XVIII señora de la Higuera de Vargas, V marquesa de Castel-Moncayo, III condesa de Villanueva de las Achas (señora del Valle de las Achas en Galicia), grande de España de segunda clase, XVIII señora de la Higuera de Vargas, XVIII señora de las villas de Burguillos, la Higuera de Vargas, Valverde y las Atalayas, XV señora de San Fagundo, X señora de la Pulgosa y Cofrentes, señora de Espadero, nació en Lisboa, donde su padre era embajador, en 1779.
Muy joven se casó el 29 de octubre de 1798 con María Soledad Vicenta de Solís y Vignancourt Lasso de la Vega, VI duquesa de Montellano.
Desempeñó cargos diplomáticos en el Congreso de Viena en 1815. Más tarde, llega a ocupar el cargo de embajador en las capitales de Londres y París. Su gran habilidad diplomática le granjeó la simpatía y el favor de Fernando VII, que lo convirtió en duque, siendo el último conde y el primer duque de Fernán Núñez, siendo el último titular que ejerza la jurisdicción señorial sobre la villa de Fernán Núñez.
Murió en 1822 en la capital francesa tras caer de un caballo.